# If (French Kiss單曲)
《If》是French Kiss的第2張的單曲。於2011年1月19日由Avex Entertainment發售。

## 概要
CD+戲劇DVD、CD+漫畫DVD、CD的3種形式發售（後述）。CD+漫畫DVD的首2曲目收錄在「沈黙」是柏木由紀的solo曲。全部形式都有初回限定特典、全3種的学生証類型風收集用卡片內的其中1種收入。CD收錄在「嘴对嘴巧克力」最初是teamB 4th Stage「偶像的黎明」公演的樂曲。

## 收錄曲

### CD+戲劇DVD
CD
1. If [4:32]
作詞：秋元康、作曲：飯田建彦、編曲：酒井陽一
  - OVA『今天開始戀愛吧』主題曲
2. 你面對前面 [3:41]
作詞：秋元康、作曲：星和生、編曲：酒井陽一
3. If (instrumental)
4. 你面對前面 (instrumental)

DVD
1. 戲劇「If〜今天開始戀愛吧〜」
監督：下山天
2. 「If」Music Clip
3. 戲劇製作影像（初回限定特典）

初回限定特典
1. 活動参加補助券
2. 学生証類型收集用卡片（全3種其中1種收入）

### CD+漫畫DVD
CD
1. If
2. 沉默 [5:31]
歌：柏木由紀
作詞：秋元康、作曲：重永亮介、編曲：五十嵐“IGAO”淳一
3. If (instrumental)
4. 沉默 (instrumental)

DVD
1. 漫畫「今天開始戀愛吧（「French Kiss」錄音ver.）」
2. 「If」Music Clip
3. 錄音製作影像（初回限定特典）

初回限定特典
1. 活動参加補助券
2. 学生証類型收集用卡片（全3種其中1種收入）

### CD
CD
1. If
2. 口对口的巧克力 [4:44]
作詞：秋元康、作曲・編曲：Funta7
3. If (instrumental)
4. 口对口的巧克力 (instrumental)

初回限定特典
1. 活動参加補助券
2. 学生証類型收集用卡片（全3種其中1種收入）

## 外部連結
- 公式網站（页面存档备份，存于）
- avex内French Kiss公式網站（页面存档备份，存于）